# Larisa Michal'čenko
Larisa Anatoliïvna Michal'čenko (in ucraino Лариса Анатоліївна Михальченко?, in russo Лариса Анатольевна Михальченко?, Larisa Anatol'evna Michal'čenko; Leopoli, 16 febbraio 1963) è un'ex discobola ucraina, fino al 1991 sovietica.

## Record nazionali
Larisa Michal'čenko ha stabilito vari record ucraini:
- Lancio del disco 70,80 m (Char'kov, URSS, 18 giugno 1988)

## Palmarès
| Anno | Manifestazione   | Sede      | Evento           | Risultato | Misura  | Note |
| ---- | ---------------- | --------- | ---------------- | --------- | ------- | ---- |
| 1981 | Europei juniores | Utrecht   | Lancio del disco | Bronzo    | 53,38 m |      |
| 1987 | Mondiali         | Roma      | Lancio del disco | 7ª        | 64,72 m |      |
| 1988 | Olimpiadi        | Seul      | Lancio del disco | 10ª       | 64,08 m |      |
| 1991 | Mondiali         | Tokyo     | Lancio del disco | Bronzo    | 68,26 m |      |
| 1993 | Mondiali         | Stoccarda | Lancio del disco | 10ª       | 60,76 m |      |